# Bleasdale
Bleasdale eller Admarsh-in-Bleasdale är en by och civil parish i grevskapet Lancashire.

## Historia
Bleasdale var ursprungligen ett kapellag med namnet Admarsh, i Lancasters socken. Patronatsrätten utövades av pastorn i Lancaster. Kyrkan är den enda i England som är vigd åt Sankt Eadmer.